# Live (álbum de Fleetwood Mac)
Live es el primer álbum en vivo de la banda británica de rock Fleetwood Mac, publicado en 1980 por Warner Bros. Records. Las canciones fueron extraídas de los conciertos en vivo de las giras Rumours Tour (1977-1978) y de Tusk Tour (1979-1980). Las ciudades escogidas para su grabación fueron Londres, Tokio, Cleveland, Kansas City, Santa Mónica, Wichita, Tucson, París y St. Louis.

## Recepción comercial
Obtuvo el puesto 31 en los UK Albums Chart del Reino Unido y se certificó con disco de oro en 1981. Mientras que en los Estados Unidos llegó a la posición 14 en la lista Billboard 200 y además se certificó con disco de oro por la Recording Industry Association of America, luego de superar las 500 000 copias vendidas.
Dentro de las canciones que componen el doble disco está el tema escrito por Stevie Nicks, «Fireflies», que se lanzó como sencillo en 1981 y que se posicionó en el lugar 60 en los Billboard Hot 100 y en el puesto 59 en los Mainstream Rock Tracks. Además, también se lanzó como sencillo el tema «The Farmer's Daughter» original de The Beach Boys, que no recibió atención en las listas musicales. Como dato la canción «Don't Let Me Down Again» pertenece al disco homónimo de Buckingham Nicks de 1973.

## Lista de canciones

### Disco uno
| N.º | Título                   | Escritor(es) | Duración |  |
| 1.  | «Monday Morning»         | Buckingham   | 3:51     |  |
| 2.  | «Say You Love Me»        | C. McVie     | 4:18     |  |
| 3.  | «Dreams»                 | Nicks        | 4:18     |  |
| 4.  | «Oh Well»                | Peter Green  | 3:23     |  |
| 5.  | «Over & Over»            | C. McVie     | 5:01     |  |
| 6.  | «Sara»                   | Nicks        | 7:23     |  |
| 7.  | «Not That Funny»         | Buckingham   | 9:04     |  |
| 8.  | «Never Going Back Again» | Buckingham   | 4:13     |  |
| 9.  | «Landslide»              | Nicks        | 4:33     |  |

### Disco dos
| N.º | Título                    | Escritor(es)            | Duración |  |
| 1.  | «Fireflies»               | Nicks                   | 4:17     |  |
| 2.  | «Over My Head»            | C. McVie                | 3:27     |  |
| 3.  | «Rhiannon»                | Nicks                   | 7:43     |  |
| 4.  | «Don't Let Me Down Again» | Buckingham              | 3:57     |  |
| 5.  | «One More Night»          | C. McVie                | 3:43     |  |
| 6.  | «Go Your Own Way»         | Buckingham              | 5:44     |  |
| 7.  | «Don't Stop»              | C. McVie                | 4:05     |  |
| 8.  | «I'm So Afraid»           | Buckingham              | 8:28     |  |
| 9.  | «The Farmer's Daughter»   | Brian Wilson, Mike Love | 2:25     |  |

## Músicos
- Stevie Nicks: voz
- Lindsey Buckingham: guitarra y voz
- Christine McVie: teclados y voz
- John McVie: bajo
- Mick Fleetwood: batería

Músicos invitados
- Ray Lindsey: guitarra en «Go Your Own Way»
- Tony Toadaro: percusión
- Jeffery Sova: teclados adicionales